# Birgül Erken

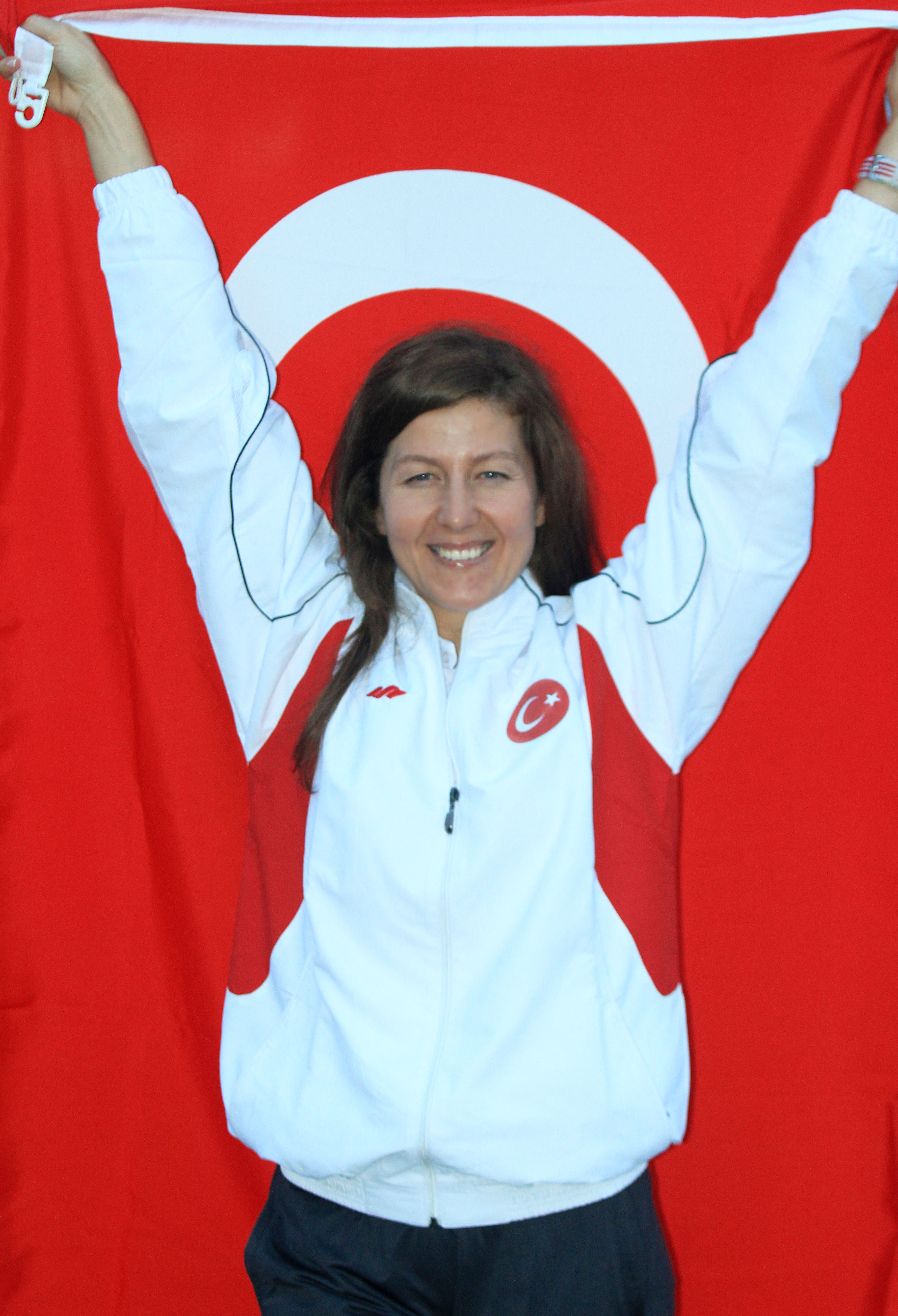
Birgül Erken amb la bandera turca.

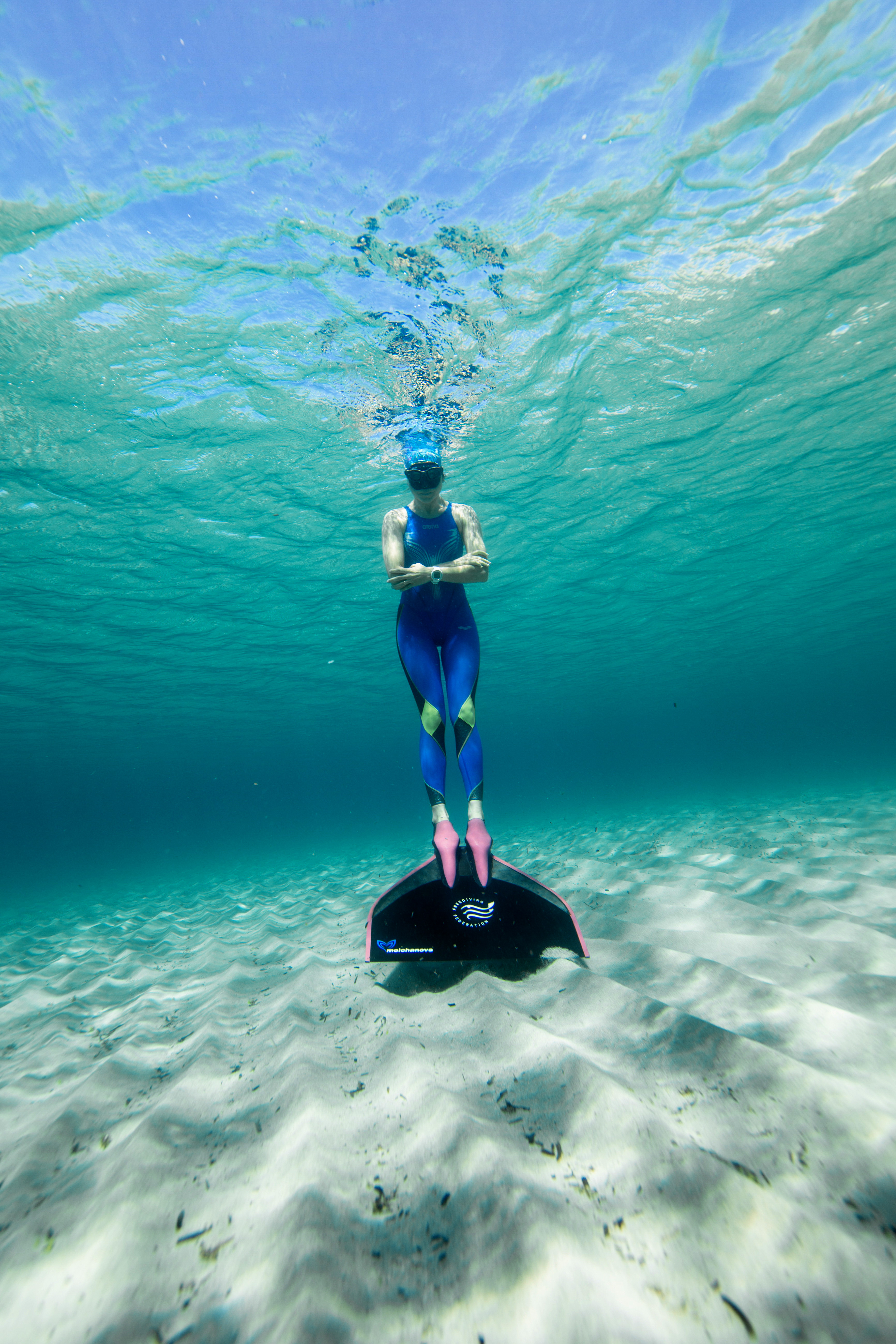
Birgül Erken submergida.

Birgül Erken (Çanakkale, 9 de febrer de 1972) és una nedadora i submarinista turca. Amb 149.80 m. té l'actual record d'apnea de Turquia des del 2015. Membre de la selecció turca d'esportes subaquàtics, té una medalla de bronze en apnea. En la vida diària és professora de Llengua i Literatura turca, és casada i té un fill.